# Pulskolonne
Eine Pulskolonne ist ein säulenförmiger Extraktionsapparat, in dem zwei Flüssigkeiten im Gegenstrom stoßweise (pulsend) durch Siebe (Pulsplatten oder Siebböden) gepresst werden, wobei bestimmte Elemente von der einen Flüssigkeitsphase in die andere übertreten.
Die zwei Flüssigkeiten dürfen also nicht mischbar sein und müssen unterschiedliche Dichte aufweisen, um sich via Auftrieb zu trennen – die leichtere Flüssigkeit wird unten in die Kolonne eingeleitet. Pulsierende Strömungsstöße bewirken an den Löchern der Böden turbulentes Zerteilen der Phasen in kleine Tropfen, die vergrößerte Phasengrenzfläche und der Gegenstrom beschleunigen die Einstellung des Lösungsgleichgewichts.
Pulskolonnen werden beispielsweise bei der Wiederaufarbeitung abgebrannter Brennelemente zur Trennung der Spaltstoffe Uran und Plutonium von den übrigen Bestandteilen der Lösung eingesetzt (siehe auch PUREX-Prozess).